# پرونده‌های ایکس: می‌خواهم باور کنم
پرونده‌های ایکس: می‌خواهم باور کنم (به انگلیسی: The X-Files: I Want to Believe) یا پرونده‌های ایکس ۲، فیلمی در ژانر علمی-تخیلی و اکشن و به کارگردانی کریس کارتر است که در سال ۲۰۰۸ منتشر شد. در این فیلم بازیگرانی همچون دیوید دوکاونی، جیلین اندرسون، آماندا پیت، بیلی کانلی، ایگزیبیت، میچ پیلگی، کلوم کیت رنی، آدام گادلی، نیکی ایکاکس ایفای نقش کرده‌اند.
این فیلم دنباله فیلم پرونده‌های ایکس محسوب می‌شود و بر اساس سریال پرونده‌های ایکس (۱۹۹۳–۲۰۰۲) ساخته شده‌است.